# シンコニン
シンコニン(Cinchonine)は、キナノキ(Cinchona officinalis)に含まれるアルカロイドである。有機化学における不斉合成に用いられる。シンコニジンの立体異性体である。